# Acanthastrea amakusensis
Acanthastrea amakusensis är en korallart som beskrevs av Veron 1990. Acanthastrea amakusensis ingår i släktet Acanthastrea och familjen Mussidae. Inga underarter finns listade i Catalogue of Life.